# Arthur Rowley
George Arthur Rowley Jr. (* 21. April 1926; † 19. Dezember 2002) war ein englischer Fußballspieler und -trainer. In verschiedenen Spielniveaus innerhalb der Football League aktiv, ist der Stürmer mit 434 Treffern in 619 Meisterschaftsspielen Rekordtorschütze innerhalb des Ligaverbands.

## Sportlicher Werdegang
Rowley schloss sich als jüngerer Bruder von Jack Rowley während des Zweiten Weltkriegs dessen seinerzeitigem Klub Manchester United als Amateurspieler an und kam vereinzelt in der Kriegsmeisterschaft zum Einsatz, ehe sich 1944 die Wege trennten. Zeitweise auch Gastspieler bei den Wolverhampton Wanderers schloss er sich bei Wiederaufnahme des regulären Spielbetriebs 1946 dem seinerzeitigen Zweitligisten West Bromwich Albion an, konnte sich aber nicht als Stammspieler etablieren und wurde zwei Jahre später an den Ligakonkurrenten FC Fulham abgegeben. In der Spielzeit 1948/49 zeigte er sich torgefährlich, 19 der 77 Saisontreffer des Klubs gingen auf sein Konto. Damit war er maßgeblich am Aufstieg in die First Division beteiligt, wo er jedoch in der Erstligasaison 1949/50 nur sieben Tore zum Klassenerhalt auf dem 17. Tabellenrang beitrug.
Fulham verkaufte Rowley an den Zweitligisten Leicester City, wo er von Manager Norman Bullock als Nachfolger des zum Erstligisten Derby County gewechselten Publikumslieblings Jack Lee vorgesehen war. Hatte er anfangs noch mit den Vorbehalten der Anhänger zu kämpfen, überzeugte er im Verlauf der Spielzeit 1950/51 als regelmäßiger Torschütze. Mit 28 Saisontreffern führte er den Klub ins hintere Mittelfeld als 14., zudem reihte er sich hinter dem 33 Treffern erfolgreichen Cec McCormack vorne in der Torschützenliste ein. In der folgenden Spielzeit brach er mit 38 Saisontoren den vereinsinternen Rekord von Arthur Chandler mit den meisten Treffern in einer Spielzeit, der Abstand zum Torschützenkönig vergrößerte sich jedoch auf acht Tore – Derek Dooley von Zweitligameister Sheffield Wednesday erzielte nahezu jeden zweiten Treffer des 100-Tore-Sturms des Klubs. In der Spielzeit 1952/53 erhöhte Rowley seine Trefferzahl auf 39 und damit wurde der Klub wie im Vorjahr Tabellenfünfter, dieses Mal krönte er sich jedoch zum Zweitligatorschützenkönig. Zwar lag er am Ende der folgenden Spielzeit zwölf Tore hinter John Charles in der Torschützenliste, mit seinen 30 Saisontreffern führte er den Klub jedoch als Zweitligameister punktgleich mit dem FC Everton ins englische Oberhaus. In der Erstligasaison 1954/55 waren seine 23 Saisontreffer zu wenig für den Klassenerhalt, mit zwölf Siegen aus 42 Spielen stieg der Klub als Tabellenvorletzter wieder ab. Nach 29 Toren führte er in der Spielzeit 1956/57 die Mannschaft mit 44 Saisontoren erneut zur Zweitligameisterschaft, damit wurde er zudem ein zweites Mal Torschützenkönig. Unter Dave Halliday rückte er jedoch anschließend zunehmend ins zweite Glied, kam aber erneut zu 20 Treffern in 25 Saisoneinsätzen. Kurz vor Erreichen des Vereinsrekords von Chandler schob ihn der Klub im Sommer 1958 ab.
Rowley wurde Spielertrainer bei Shrewsbury Town in der neu geschaffenen Fourth Division, wo er in der Auftaktsaison 1958/59 mit 38 Saisontoren Torschützenkönig wurde. Auch in den folgenden vier Spielzeiten erzielte er in der Third Division jeweils über 20 Tore, ehe die Zeichen des Alters ihn 1965 zum Karriereende brachten.
Bis 1968 stand Rowley bei Shrewsbury Town an der Seitenlinie, ehe Sheffield United ihn nach dem Abstieg in die Second Division als Cheftrainer verpflichtete. Im August 1969 musste er dort vorzeitig gehen. 1970 übernahm er den Viertligisten Southend United, mit dem er 1972 die Rückkehr in die Third Division schaffte. Später war er Trainerassistent bei Telford United, ehe er im Non-League football Knighton Town und Oswestry Town trainierte.